# Бассия иссополистная
Бассия иссополистная (лат. Bassia hyssopifolia) — вид травянистых растений рода Бассия (Bassia) семейства Амарантовые (Amaranthaceae).

## Ботаническое описание
Однолетнее травянистое растение, длинно и тонко-волосистое, особенно в соцветии, с прямым или при основании восходящим, почти от низа широковетвистым, имеющим ветвистые ветви, реже простым стеблем, 15—65 см высотой. Листья плоские, ланцетовидные или ланцетовидно-линейные, острые, к основанию суженные, на верхней стороне нередко гладкие, снизу же и по краям с длинными и тонкими волосками, 1—3,5 см длиной и 1—6 мм шириной.
Цветки по 2—3 в пазухах листьев на верхушке стебля и ветвей в довольно плотных колосовидных соцветиях. Околоцветник волосистый, при плодах развивающий 5 твердых шиловидных или нередко плосковатых, треугольных, иногда почти яйцевидных, загибающихся кверху крючковидных выростов, не превышающих своей длиной поперечника плода (0,5—1 мм длиной).

## Распространение и экология
Евразия. Растёт на солончаках, в сорных и мусорных местах.

## Синонимы
- Bassia reuteriana (Boiss.) Gürke
- Chenopodium augustanum Moq.
- Chenopodium lanuginosum Moench
- Chenopodium villosum Lam.
- Echinopsilon hyssopifolius (Pall.) Moq. — Эхинопсилон иссополистный
- Echinopsilon lanatus Moq.
- Echinopsilon reuterianus Boiss.
- Kochia hyssopifolia (Pall.) Roth
- Salsola hyssopifolia Pall.basionym
- Salsola lanata Vahl
- Salsola triandra Poir.
- Suaeda hyssopifolia (Pall.) Pall.
- Suaeda triandra Henckel
- Willemetia lanata Maerkl.